# Ayeta Anne Wangusa
Ayeta Anne Wangusa, né à Kampala, en Ouganda, le 9 septembre 1971, est une écrivaine et une militante pour les droits des femmes. Elle est l'une des membres fondatrices de FEMRITE (1995), l'association des femmes écrivaines de l'Ouganda. Wangusa a gagné une renommée internationale avec son roman Memoirs of a Mother publié en 1998. En 2009, Wangusa a également été l'une des membres fondatrices de l'association African Writers Trust où elle siège depuis 2011 au conseil consultatif.
En plus de sa carrière littéraire, elle a eu une carrière parallèle dans le développement social, la culture et les droits des femmes.

## Éducation
- Bachelor of Arts (Hons) - Littérature et sociologie, Université Makerere, 1990-93.
- Master of Arts en Littérature, Université de Makerere 1994-97.
- Master of Arts des Nouveaux Médias, de la Gouvernance et de la Démocratie, à l'Université de Leicester, Royaume-Uni, 2009-11.

## Activités professionnelles
Elle a fait partie du groupe de femmes à l'origine de FEMRITE (avec notamment Mary Karooro Okurut, Hilda Twongyeirwe, Susan Kiguli, Lillian Tindyebwa (en), Judith Kakonge, Margaret Kyomuhendo, Philo Rwabukuku, Rosemary Kyarimpa, ou encore Goretti Kyomuhendo). Elle est encore étudiante, à l'époque, à l'Université Makerere.
De décembre 1996 à décembre 2003, Wangusa a travaillé à la société de publication New Vision Printing and Publishing Corporation, en Ouganda, en tant que sous-éditrice, et entre août et décembre 1996, elle a travaillé comme éditrice chez Fontaine Publishers Ltd, en Ouganda.
D'octobre 2004 à mars 2006, Wangusa a travaillé pour l'African Medical and Research Foundation (AMREF) en Tanzanie en tant que chef de projet pour le développement du savoir libre.
De juillet 2006 à juillet 2009, elle a travaillé avec la SNV en Tanzanie en tant que conseillère renforcement de la société civile.
Depuis juillet 2009, Wangusa travaille avec la SNV - Organisation Néerlandaise de Développement en Tanzanie en tant que conseillère à la gouvernance (Médias) pour que l' Initiative Tanzanienne de Responsabilité publique.

## Récompenses et honneurs
- D’août à octobre 1998, Wangusa a participé au programme des écrivains internationaux, de l'Université de l'Iowa, et a reçu le titre de membre d'Honneur en écriture par cette université[4]
- En mars 2002, Wangusa a été juge pour un concours national d'essais organisé par le centre américain en Ouganda pour commémorer le mois de l'Histoire afro-Américaine. En juin 2002, elle a servi comme, rapporteur chef adjoint pour le 8e Congrès International Inter-disciplinaire sur les Femmes à Kampala, en Ouganda.
- En septembre–octobre 2003, Wangusa a participé au festival de littérature de Cheltenham au Royaume-Uni dans le cadre du projet au-delà des continents[10] En 2003, elle a été juge pour le prestigieux Prix des Écrivains du Commonwealth (Région Africaine), parrainé par la Fondation du Commonwealth avec le prof. Marie Kolawole du Nigéria et le prof. Andres Oliphant de l'Afrique du Sud
- En 2005, Wangusa était représentante des femmes écrivains dans la section d'Ouganda du PEN club.
- De 2009 à 2011, Wangusa a été coordinatrice à l'égalité des sexes et des droits des Femmes à l'Atelier Forum des Peuples du Commonwealth, de Perth, en Australie et membre du comité consultatif de la société civile du Commonwealth, représentant la région de l'Afrique Orientale[11].
- En juillet 2011, Wangusa a été sélectionné par le Nouveau Partenariat pour le Développement de l'Afrique (NEPAD) pour faire partie du groupe d'experts sur le développement des capacités et l'échange de Connaissances.
- Wangusa a également siégé au comité de pilotage de Women Writing Africa, Le projet de Feminist Press en Afrique de l'Est.